# العلاقات القرغيزستانية الميكرونيسية
العلاقات القيرغيزستانية الميكرونيسية هي العلاقات الثنائية التي تجمع بين قيرغيزستان وولايات ميكرونيسيا المتحدة.

## مقارنة بين البلدين
هذه مقارنة عامة ومرجعية للدولتين:
| وجه المقارنة                                              | قيرغيزستان                      | ولايات ميكرونيسيا المتحدة |
| --------------------------------------------------------- | ------------------------------- | ------------------------- |
| المساحة (كم2)                                             | 199.95 ألف                      | 702                       |
| عدد السكان (نسمة)                                         | 6.20 مليون                      | 105.54 ألف                |
| الكثافة السكانية (ن./كم²)                                 | 31.01                           | 15.03 ألف                 |
| العاصمة                                                   | بيشكك                           | باليكير                   |
| اللغة الرسمية                                             | اللغة الروسية، اللغة القيرغيزية | لغة إنجليزية              |
| العملة                                                    | سوم قيرغيزستاني                 | دولار أمريكي              |
| الناتج المحلي الإجمالي (بليون دولار)                      | 7.56 مليار                      | 336.43 مليون              |
| الناتج المحلي الإجمالي (تعادل القوة الشرائية) بليون دولار | 20.45 مليار                     | 365.27 مليون              |
| الناتج المحلي الإجمالي الاسمي للفرد دولار أمريكي          | 1.10 ألف                        | 3.02 ألف                  |
| الناتج المحلي الإجمالي للفرد دولار أمريكي                 |                                 |                           |
| مؤشر التنمية البشرية                                      | 0.655                           | 0.640                     |
| رمز المكالمات الدولي                                      | +996                            | +691                      |
| رمز الإنترنت                                              | .kg                             | .fm                       |
| المنطقة الزمنية                                           | ت ع م+06:00                     |                           |

## منظمات دولية مشتركة
يشترك البلدان في عضوية مجموعة من المنظمات الدولية، منها:
| علم المنظمة | اسم المنظمة                        | تاريخ انضمام قيرغيزستان | تاريخ انضمام ولايات ميكرونيسيا المتحدة |
| ----------- | ---------------------------------- | ----------------------- | -------------------------------------- |
|             | بنك التنمية الآسيوي                | 1994                    | 1990                                   |
|             | مؤسسة التنمية الدولية              | 24 سبتمبر 1992          | 24 يونيو 1993                          |
|             | يونسكو                             | 2 يونيو 1992            | 19 أكتوبر 1999                         |
|             | وكالة ضمان الاستثمار متعدد الأطراف | 21 سبتمبر 1993          | 11 أغسطس 1993                          |
|             | الأمم المتحدة                      | 2 مارس 1992             | 17 سبتمبر 1991                         |
|             | البنك الدولي للإنشاء والتعمير      | 18 سبتمبر 1992          | 24 يونيو 1993                          |
|             | الاتحاد الدولي للاتصالات           | 20 يناير 1994           | 18 مارس 1993                           |
|             | منظمة حظر الأسلحة الكيميائية       | ?                       | ?                                      |
|             | مؤسسة التمويل الدولية              | 11 فبراير 1993          | 24 يونيو 1993                          |

## وصلات خارجية
- موقع وزارة الخارجية القيرغيزستانية